# 원더풀 월드
《원더풀 월드》는 2024년 3월 1일부터 2024년 4월 13일까지 방송되었던 MBC 금토 드라마다.

## 기획 의도
억울하게 어린 아들을 잃은 은수현이 법의 포위망을 벗어난 가해자를 직접 처단하며 벌어지는 감성 힐링 스릴러

## 제작진

### 제작사
- 삼화네트웍스

### 제작
- 안제현
- 신상윤

### 극본
- 김지은 : MBC TV 《MBC 베스트극장 - 나는 살고 싶다》(집필), MBC 주말 드라마 《결혼합시다》(공동 집필), SBS 아침 드라마 《순결한 당신》(집필), SBS 아침 드라마 《청담동 스캔들》(집필), MBC 일일 드라마 《전생에 웬수들》(집필), 채널A 금토 드라마 《거짓말의 거짓말》(집필)

### 연출
- 이승영 : MBC 드라마넷 《별순검 1》(공동 연출), MBC 주간 드라마 《별순검 3》(연출), OCN 《특수사건 전담반 TEN》(제작), OCN 《실종느와르 M》(연출), OCN 주말 미니시리즈 《보이스 2》(연출), MBC 금토 드라마 《트레이서》(연출) 연출
- 정상희 : MBC 특집 드라마 《팬레터를 보내주세요》(연출), MBC 토일 드라마 《지금부터, 쇼타임!》(공동 연출) 연출

## 등장 인물
- (†) 표시는 드라마 상에서 최종적으로 사망한 인물이다.

### 주요 인물
- 김남주: 은수현 역 - 전 심리학 교수이자 작가

고은의 딸. 수호의 아내. 태호의 형수. 건우의 어머니.
- 차은우: 권선율 역 - 미스테리한 인물

선천적으로 심장은 약했으나 강한 마음을 가졌던 아이. 권지웅의 아들.
- 김강우: 강수호 역 - 전 기자/현 보도국 국장

건우의 아버지, 수현의 남편. 태호의 형.
- 임세미: 한유리 역 - 수현의 친자매 같은 동생 (아역: 김서헌)

전 수현의 매니저/현 청담 편집숍 대표. 수호의 내연녀.

### 수현의 주변 인물
- 원미경 : 오고은 역 - 수현의 어머니/식당 운영

수호의 장모, 건우의 외할머니. 명희의 사돈. 태호의 사돈 어른.
- 강애심 : 장형자 역 (†) - 수현의 동료 수감자

지어서는 안 될 큰 죄를 저지른 뒤 20년을 선고받고 복역 중인 장기수
- 이준 : 강건우 역 (†) - 수호와 수현의 아들, 6살.

명희의 친손자. 고은의 외손자. 태호의 조카. 존재 자체가 사랑인 인물로 수현의 회상과 꿈에서 자주 등장하게 될 인물.

### 선율의 주변 인물
- 양혜지 : 홍수진 역 - 선율의 절친, 터프팅 공예가.

선율의 오랜 친구.
- 김우현 : 박용구 역 - 선율의 폐차장 동료

선율의 절친, 선율의 일이라면 자신의 일처럼 도와주는 의리있는 인물.

### 수호의 주변 인물
- 진건우 : 강태호 역 - 신경외과 전공의

밝고 쾌활한 전형적인 막내, 수호의 남동생. 수현의 시동생. 건우의 삼촌. 명희의 둘째 아들.
- 길해연 : 정명희 역 - 수호와 태호의 어머니

수현의 시어머니, 깐깐한 성격의 소유자. 건우의 친할머니.
- 성지루 : 한상 역 - 전 형사/현 금은방 주인

실력 있는 형사였지만 김준이 서울시장일 때 수호와 함께 김준의 비리를 파헤치다가 옷을 벗었다, 수호의 부탁으로 중요한 일들을 도맡아 해주는 유능한 인물.

### 그 외 인물
- 박혁권 : 김준 역[1] - 전 서울시장/현 한국 연합당 대표/미스터리한 중요 인물

여유 있어 보이는 카리스마와 완벽한 매너 뒤에 냉혈한 본성이 감추어져 있는 인물
- 차수연 : 윤혜금 역 - 수현의 이웃/희재의 어머니/금 갤러리 관장

아무도 혜금에 대해 정확히 아는 사람은 없다, 뇌전증을 앓고 있는 아들과 단둘이 살고 있다는 것. 수현의 편인지 적인지 알 수 없는 인물. 김준의 내연녀.
- 진재희 : 윤희재 역 - 혜금의 아들

건우보다 한 살 형, 건우와 친구처럼 지낸다. 뇌전증을 앓고 있다.
- 오만석 : 권지웅 역 (†) - 건설사 대표

수현으로 하여금 복수를 행하게 한 인물, 수현의 모든 걸 앗아간 그날의 사고를 낸 장본인. 괴팍하고 욱하는 기질이 있다.
- 임지섭 : 권민혁 역 - 인생 막장을 살고 있는 남자, 사랑하는 가족을 빼앗아 간 사람에 대한 복수심이 가득하다. 장형자의 피해자 가족.

- 전현아 : 김시라 역 - 심리학과 교수

과거의 일을 계기로 수현의 조력자가 되는 인물(3회부터 합류)

### 기타 인물
- 김철기 : 최주석 역

- 강명주 : 김은민 역

- 조연희 : 한유리의 생모 역

- 미상 : 변호사 역

- 미상 : 은민 사건 취재 기자 역

### 특별 출연
- 이선희 : 정진희 역 (5회 ~ 6회) - 권지웅 아내의 교통 사고에 의문점을 가지고 있는 기자.

## 시청률
| 2024년 | 2024년   | 2024년         | 2024년       |
| 회차   | 방송일   | AGB 시청률     | AGB 시청률   |
| 회차   | 방송일   | 대한민국(전국) | 서울(수도권) |
| ------ | -------- | -------------- | ------------ |
| 제1회  | 3월 1일  | 5.3%           | 5.4%         |
| 제2회  | 3월 2일  | 6.1%           | 6.1%         |
| 제3회  | 3월 8일  | 8.0%           | 8.0%         |
| 제4회  | 3월 9일  | 6.4%           | 6.2%         |
| 제5회  | 3월 15일 | 9.9%           | 10.2%        |
| 제6회  | 3월 16일 | 7.3%           | 7.0%         |
| 제7회  | 3월 22일 | 8.5%           | 8.3%         |
| 제8회  | 3월 23일 | 6.3%           | 6.1%         |
| 제9회  | 3월 29일 | 11.4%          | 11.7%        |
| 제10회 | 3월 30일 | 9.2%           | 9.7%         |
| 제11회 | 4월 5일  | 11.4%          | 11.2%        |
| 제12회 | 4월 6일  | 6.8%           | 6.3%         |
| 제13회 | 4월 12일 | 11.4%          | 11.6%        |
| 제14회 | 4월 13일 | 9.2%           | 8.7%         |

## 편성 변경
- 4월 13일 : 90분 확대 편성으로 10분 이른 밤 9시 40분 편성.

## 수상 목록
- 2024년 MBC 연기대상 베스트 액터상 (김남주)

## 같이 보기
- 대한민국의 텔레비전 드라마 목록 (ㅇ)
- 2024년 대한민국의 텔레비전 드라마 목록